# Catasetum catarinense
Catasetum catarinense är en orkidéart som beskrevs av George Francis, Jr. Carr och Vitorino Paiva Castro. Catasetum catarinense ingår i släktet Catasetum och familjen orkidéer. Inga underarter finns listade i Catalogue of Life.